# Троицкое (Полтавская область)
Тро́ицкое (укр. Троїцьке; до 2016 г. Фру́нзовка, до 1922 г. Никола́евка, ранее Тро́ицкое, Тро́ицкое-Никола́евское) — село, Троицкий сельский совет, Глобинский район, Полтавская область, Украина.
Код КОАТУУ — 5320689401. Население по переписи 2001 года составляло 840 человек.
Является административным центром Троицкого сельского совета, в который, кроме того, входит село
Сиротенки.

## Географическое положение
Село Троицкое находится на берегу реки Манжелийка, выше по течению на расстоянии в 2,5 км расположено село Весёлая Долина, ниже по течению на расстоянии в 1,5 км расположено село Сиротенки.
Река местами пересыхает, на ней сделана запруда.

## История
Основано как село Николаевка.
- 1859 — переименовано в село Троицкое.

Переименовано в село Троицкое-Николаевское.
- 1922 — переименовано в село Фрунзовка.
- 2016 — в рамках декоммунизации вернули старое название Троицкое.
- Село указано на подробной карте Российской Империи и близлежащих заграничных владений 1816 года как имеющее церковь.[3]

## Экономика
- Молочно-товарная и птице-товарная фермы.
- ООО АФ «Троицкое».

## Объекты социальной сферы
- Школа І—ІІ ст.
- Дом культуры.

## Известные жители и уроженцы
- Панченко, Анастасия Ефимовна (1916—1983) — Герой Социалистического Труда.
- Чайковский, Пётр Фёдорович (1745—1818) — дед композитора Петра Ильича Чайковского.